# Ахобланко
Ахобла́нко (исп. ajoblanco, иногда ajo blanco, дословно — «белый чеснок») — испанский холодный кремообразный суп белого цвета из сырого миндаля, типичное блюдо в Гранаде и Малаге, а также в Эстремадуре. Это блюдо похоже на гаспачо, содержит четыре его главных ингредиента: воду, масло, чеснок и хлеб. Как предполагается, суп ахобланко заимствован из кухни Аль-Андалуса, учитывая, что главным ингредиентом является миндаль. Изобрели его либо в Севилье, либо в Малаге, хотя точное происхождение неизвестно. Ежегодный праздник ахобланко проходит в начале сентября в городе Альмачаре в провинции Малага. Иногда ахобланко называют «белым гаспачо».
Ахобланко готовят из следующих ингредиентов: хлеб, молотый миндаль, чеснок, вода, оливковое масло, соль и иногда уксус. Хлеб, как правило, чёрствый, замачивается на ночь. Миндаль и чеснок смешиваются (иногда с уксусом) при помощи ступки и пестика до консистенции пасты. К смеси добавляются вода и оливковое масло и взбивается до состояния эмульсии. Во времена дефицита миндаля, например, в послевоенный период, его заменяли мукой из сушёных бобов. В последнее время для измельчения ингредиентов (прежде всего, миндаля) используется блендирование.
Обычно подаётся со сладким мускатным виноградом или ломтиками спелой дыни. В некоторых областях Гранады ахобланко подаётся с печёным картофелем, и в этом случае суп делают слегка менее густым, чтобы его можно было пить прямо из стакана. В Малаге ахобланко помимо винограда украшают ломтиками других свежих фруктов, таких как яблоки или дыни.
Эстремадурское ахобланко (исп. ajoblanco extremeño) отличается от традиционной андалусской версии блюда: в него добавляют яичный желток, а также овощи (томаты, огурцы и др.); при этом миндаль добавляется не всегда.